# エルデイ・フェレンツ

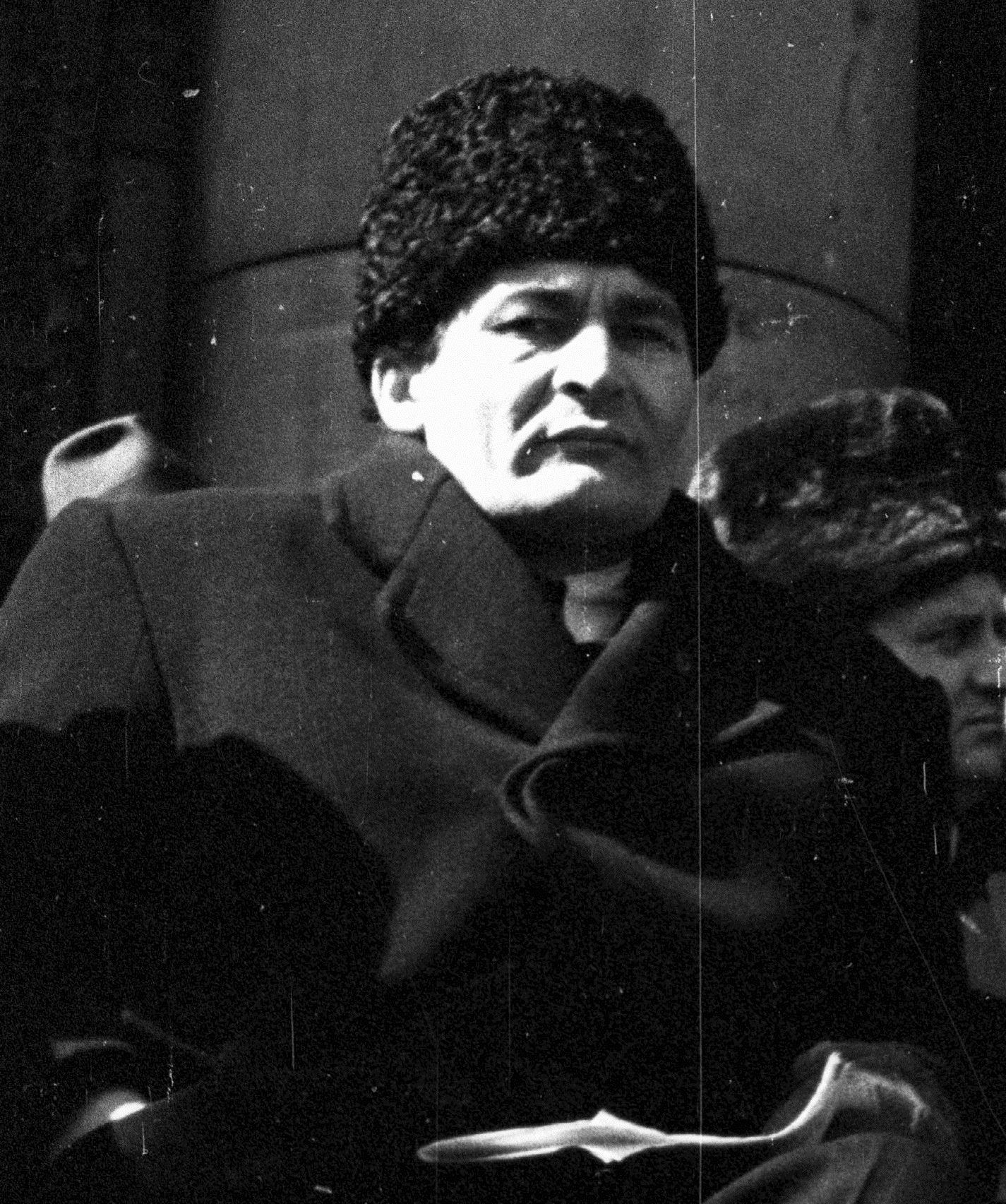
エルデイ・フェレンツ　1947年

エルディ・フェレンツ（Erdei Ferenc、1910年12月24日 − 1971年5月11日）は、ハンガリーの社会学者、政治家、エコノミスト。

## Communist period
チョングラード・チャナード県マコーにある玉ねぎ農家の家に生まれる。セゲト大学でベラ・ライター（Béla Reitzer）やイシュトヴァーン・ビボと交友を持っていた。
内務大臣を1944年12月22日から45年11月15日、農業大臣を49年6月11日から同年7月4日、法務大臣を53年又は54年7月4日から同年10月30日、それから又農業大臣を54年10月30日から55年11月15日まで務めた。
1971年に60歳で没。
1980年に生誕70年を記念してエルデイ・フェレンツ賞が設けられた。

## 1956 Revolution
エルデイは1956 年のハンガリー革命中に副首相となり、ソ連との交渉が失敗に終わったハンガリー代表団のリーダーの一人だったため[要出典] 11月3日、エルデイはパル・マレテル（Pál Maléter）国防大臣とともに逮捕されたが、カーダール・ヤーノシュの介入により数週間後に釈放された。

## Later posts
また、ハンガリー農業科学研究所会長を1957年から70年まで務めた。1948年と62年にコシュート賞受賞。
1964 年から 1970 年までは愛国人民戦線全国評議会の事務局長も務めた。

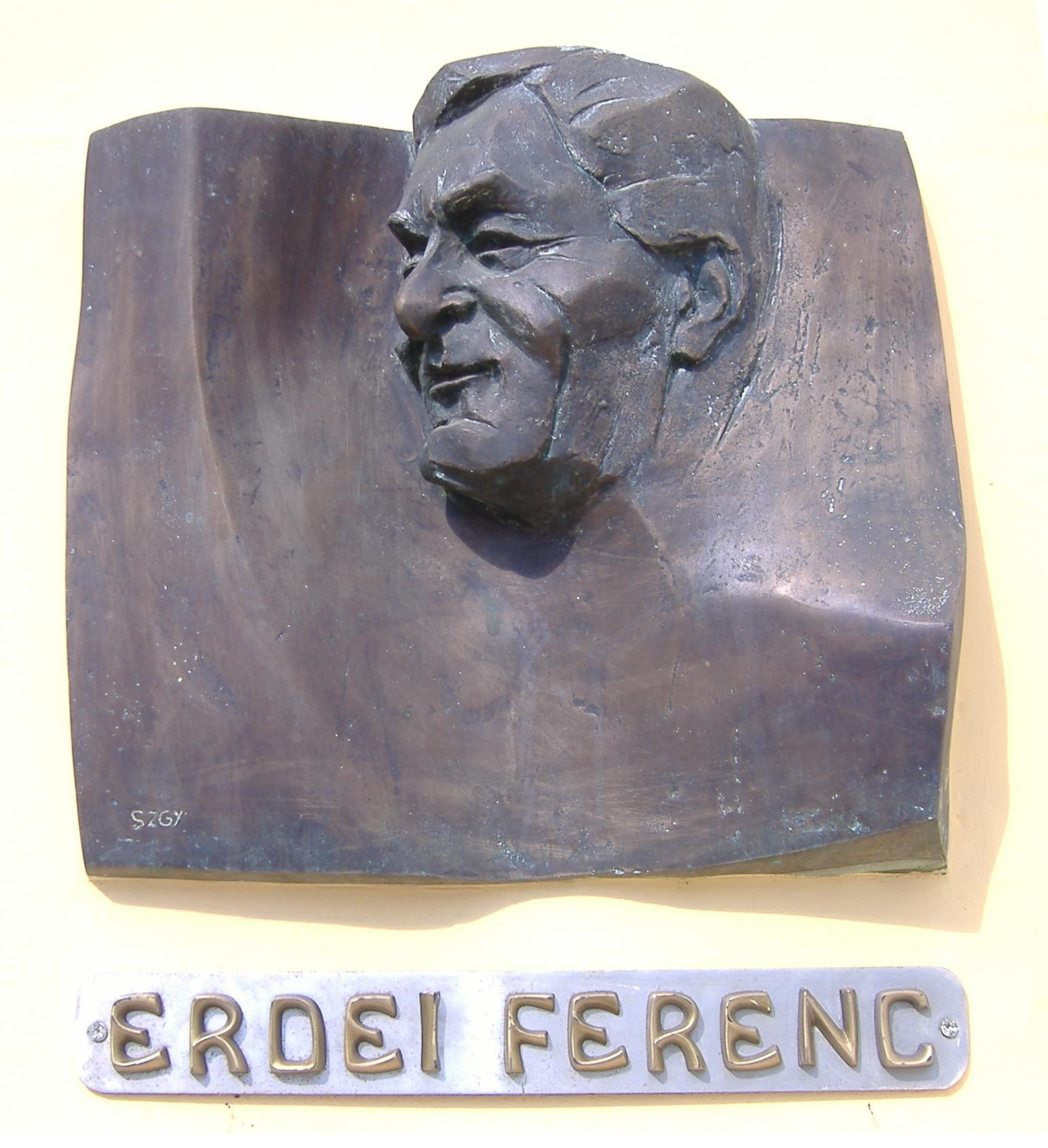
エルデイ・フェレンツの浮き彫り彫刻

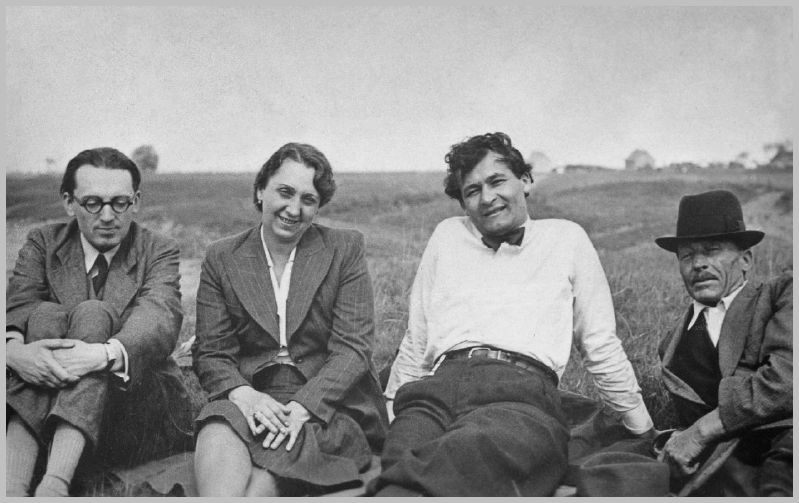
イシュトヴァーン・ビボら4人と

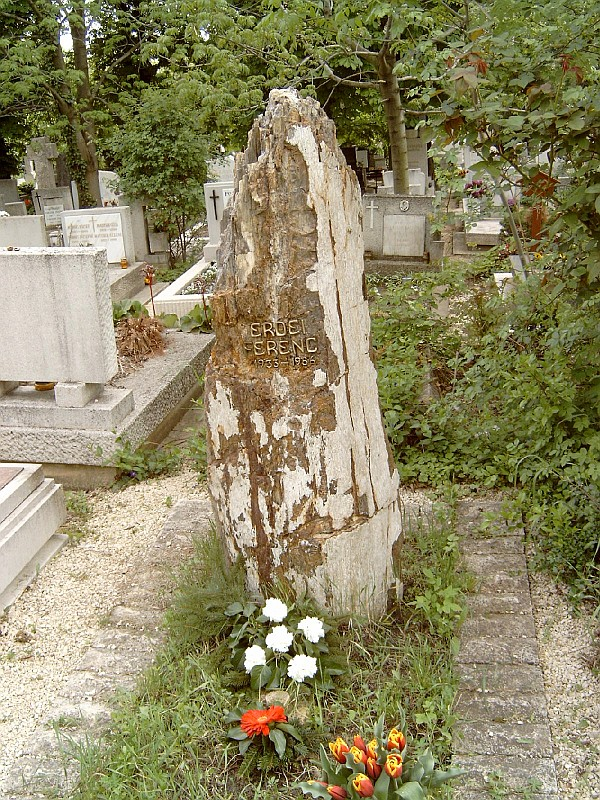
墓